# باد مارینبرگ
شهر باد مارینبرگ در ایالت راینلند-فالتز در کشور آلمان واقع شده است.